# Douglas PD-1
Le Douglas PD-1 était un hydravion américain à coque bimoteur de patrouille maritime. Il fut le premier avion bimoteur construit par la firme Douglas.

## Conception et développement
Le Douglas PD-1 fut développé à partir de spécifications émises par le Bureau of Aeronautics de l’US Navy pour un hydravion à coque bimoteur destiné à des patrouilles maritimes. Il résultait de la modification des modèles PN-10 et PN-12 qui étaient construits par la Naval Aircraft Factory à Philadelphie.

## Histoire opérationnelle et production
25 PD-1` servirent durant les années 1930 et finirent leur carrière pour l’entraînement. Motorisé initialement par deux Wright R-1750 de 525 ch, ils reçurent par la suite des R-1820 de 575 ch.